# تلوث نهر باسيج

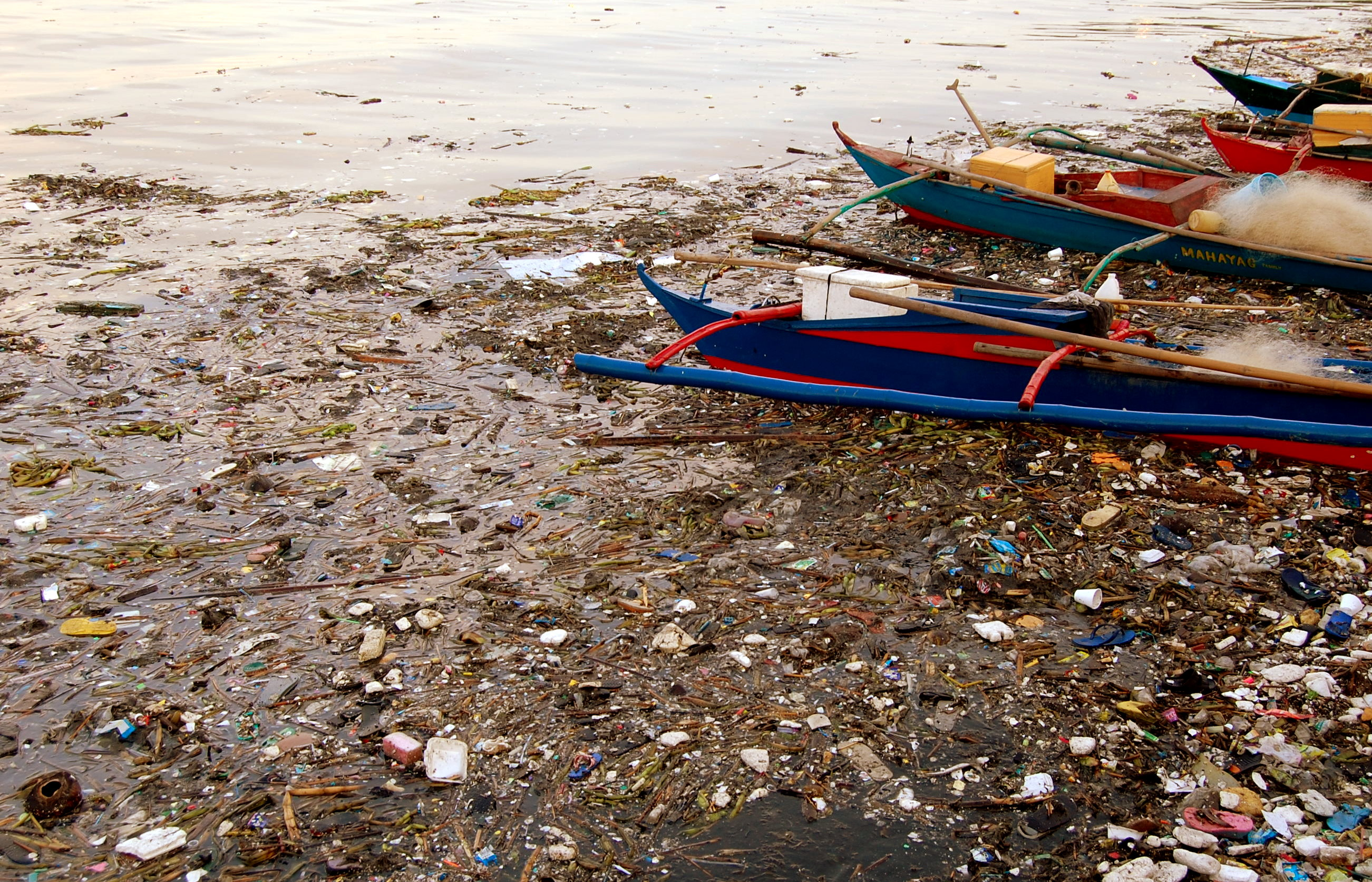
التلوث في خليج مانيلا عام 2008. خليج مانيلا هو مصب نهري باسيغ وبامبانجا.

يعاني نهر باسيج في الفلبين من النسب المرتفعة في التلوث المائي ، وتُبذل الجهود لإستصلاحه وإنعاشه.
أدى إنشاء البنية التحتية، وتشتت الأنشطة الاقتصادية ،والزيادة الهائلة في عدد السكان في ضواحي مدينة مانيلا بعد الحرب العالمية الثانية إلى إهمال نهر باسيج. حيث جذبت ضفاف النهر المستوطنين غير الرسميين، ولوّث التصنيع مياهه، كما أدى إلقاء نفايات المصانع فيه إلى جعله نظام صرف صحي ضخم.
لاحظ المراقبون الزيادة في نسبة تلوث النهر في ثلاثينيات القرن التاسع عشر، حيث تضاءلت هجرة الأسماك من خليج لاجونا .وتوقف الناس عن استخدام مياه النهر لغسيل ثيابهم في الستينيات كما تراجع النقل بالعبارات.
بدأت الروائح الكريهة بالإنبعاث من النهر بحلول سبعينيات القرن الماضي نتيجة لمخلفات مزارع الدواجن والخنازير في المنطقة التي تقع فيها أحواض تصريف مياه ماريكينا المحمية (بينوجاي ،بلدية باراس ، محافظة ريزال). وفي الثمانينيات تم حظر الصيد في النهر. وتم إعتبار نهر باسيج منطقة ميتة بحلول التسعينيات
بيّنت دراسة في عام 2017 حول انبعاثات البلاستيك من الأنهار إلى مياه المحيطات أن نهر باسيج يعتبر ثامن أكثر أنهار العالم تلويثًا من حيث التركيزات البلاستيكية الدقيقة والسطحية غير المرغوب بها التي تدخل البيئة البحرية. 

## جهود الاستصلاح

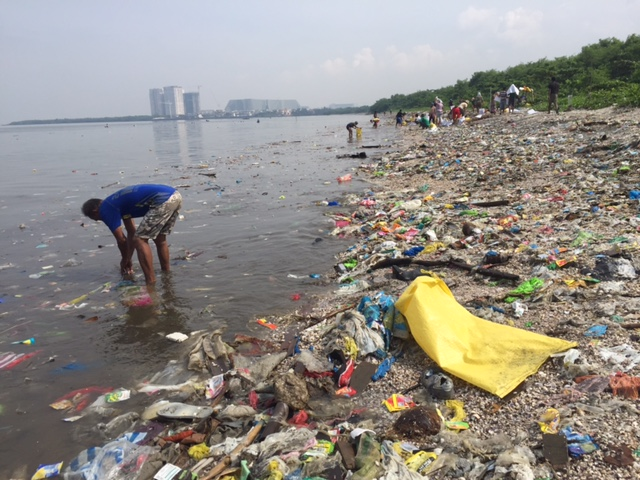
سكان جزيرة الحرية يساعدون منظمة السلام الأخضر وغيرها من المنظمات غير الحكومية في تنظيف السواحل في عام 2017.

بدأت جهود استصلاح النهر في كانون الأول من عام 1989 بمساعدة السلطات الدنماركية. حيث تم إنشاء برنامَج استصلاح نهر باسيج (RRRR) ، مع وزارة البيئة والموارد الطبيعية باعتبارها المؤسسة الرئيسة بتنسيق المساعدة الدنماركية للتنمية الدولية (DANIDA). 
وقّع الرئيس جوزيف إسترادا في عام 1999 الأمر التنفيذي رقم 54 بإنشاء هيئة إعادة تأهيل نهر باسيج (PRRC) لاستبدال برنامج استصلاح نهر باسيج (RRRR) القديم بصلاحيات موسّعة إضافية مثل إدارة النفايات وإعادة توطين المستقطنين. 
ألغى الرئيس رودريغو دوتيرتي لجنة إعادة تأهيل نهر باسيج في عام 2019 ، قائلاً إن نهر باسيج أصبح بالفعل «نقي». 

## اقرأ أيضًا
- إمدادات المياه والصرف الصحي في الفلبين
- القضايا البيئية في الفلبين
- تصنيف:أنهار الفلبين